# John Evelyn (2e baronnet)
John Evelyn, 2e baronnet (24 août 1706 - 11 juin 1767), est un courtisan britannique et un homme politique whig qui siège à la Chambre des communes pendant 40 ans de 1727 à 1767.

## Biographie
Il est né à Wotton, dans le Surrey, fils aîné de John Evelyn (1er baronnet) de Wotton, commissaire aux douanes et de son épouse Anne Boscawen, fille du député Edward Boscawen. Il inscrit au collège Queen, Oxford, le 28 mai 1725 à 18 ans révolus.
Lord Godolphin fait élire Evelyn au Parlement pour Helston aux élections générales britanniques de 1727. Il vote avec le gouvernement jusqu'en 1738. Il entre au service de Frederick, prince de Galles, en tant qu’écuyer de 1731 à 1733 et valet de la chambre de 1733 à 1751. Il est réélu député de Helston à l'élection générale de 1734 en Grande-Bretagne. En 1738, il suit le prince Frederick dans l'opposition et est l'un des whigs de l'opposition qui se retire de la motion visant à destituer Walpole en février 1741. À l'élection générale britannique de 1741, Lord Falmouth le nomme député de Penryn. Il continue à suivre la politique du prince et soutient le gouvernement après la chute de Walpole en 1742, jusqu'en 1747, année où Frederick revient dans l'opposition. Aux élections générales britanniques de 1747, il redevient membre du parti du prince pour Helston, lorsque Frederick paie 300 £ pour ses dépenses électorales. Après la mort de Frederick, Evelyn passe du côté du gouvernement.
Aux élections générales britanniques de 1754, Evelyn est de nouveau élu député de Helston. Il est nommé greffier de la Maison de George, prince de Galles en 1756. En 1760, il est nommé greffier du drap vert de George, prince de Galles, futur roi George III. Il est réélu député de Helston aux élections générales britanniques de 1761. Il devient baronnet à la mort de son père le 15 juillet 1763.
Il épouse Mary Boscawen, la quatrième fille de son oncle maternel, Hugh Boscawen (1er vicomte Falmouth), le 17 août 1732 à l'Abbaye de Westminster. Elle est née le 12 novembre 1705 et baptisée le 21 novembre 1705 à St. James's, Westminster. Elle est décédée le 15 septembre 1749 et est enterrée à Wotton. Il meurt à Wotton le 11 juin 1767, à l'âge de 60 ans, et y est inhumé 8 jours plus tard. Son fils unique, Frederick Evelyn, lui succède. Il existe un portrait de Sir John, attribué à Jonathan Richardson.